# 8972 Sylvatica
A 8972 Sylvatica (ideiglenes jelöléssel 2319 T-2) a Naprendszer kisbolygóövében található aszteroida. Cornelis Johannes van Houten, Ingrid van Houten-Groeneveld és Tom Gehrels fedezte fel 1973. szeptember 29-én.